# Fińska Formuła 3 Sezon 2006
Fińska Formuła 3 Sezon 2006 – trzynasty sezon Fińskiej Formuły 3.

## Kalendarz wyścigów
| Runda | Data        | Tor        | Pole position | Najszybsze okrążenie | Zwycięzca (kierowcy) | Zwycięzca (zespoły)       |
| ----- | ----------- | ---------- | ------------- | -------------------- | -------------------- | ------------------------- |
| 1     | 13 maja     | Botniaring | Juha Fred     | Arto Taimi           | Anssi Kela           | Koiranen Bros. Motorsport |
| 2     | 14 maja     | Botniaring | Juha Fred     | Anssi Kela           | Anssi Kela           | Koiranen Bros. Motorsport |
| 3     | 27 maja     | Alastaro   | Jari Koivisto | Juha Fred            | Arto Taimi           | TCB Racing                |
| 4     | 28 maja     | Alastaro   | Jari Koivisto | Arto Taimi           | Kimmo Joutvuo        | Rolling Rocks             |
| 5     | 10 czerwca  | Audru      | Anssi Kela    | Jari Koivisto        | Arto Taimi           | TCB Racing                |
| 6     | 11 czerwca  | Audru      | Anssi Kela    | Anssi Kela           | Arto Taimi           | TCB Racing                |
| 7     | 12 sierpnia | Kemora     | Jari Koivisto | ?                    | Jari Koivisto        | Jari Koivisto F3 Racing   |
| 8     | 13 sierpnia | Kemora     | Jari Koivisto | ?                    | Jari Koivisto        | Jari Koivisto F3 Racing   |
| 9     | 1 września  | Ahvenisto  | Anssi Kela    | Kimmo Joutvuo        | Anssi Kela           | Koiranen Bros. Motorsport |
| 10    | 2 września  | Ahvenisto  | Anssi Kela    | Juha Fred            | Juha Fred            | Koiranen Bros. Motorsport |

## Klasyfikacja kierowców
| Legenda oznaczeń w tabelach wyników Wyświetl szablon na nowej stronie | Legenda oznaczeń w tabelach wyników Wyświetl szablon na nowej stronie                                                                     |
| Oznaczenie                                                            | Wyjaśnienie |
| --------------------------------------------------------------------- | --- |
| Złoty                                                                 | Zwycięzca lub mistrzostwo |
| Srebrny                                                               | 2. miejsce lub wicemistrzostwo |
| Brązowy                                                               | 3. miejsce lub II wicemistrzostwo |
| Zielony                                                               | Ukończył, punktował (w klasyfikacji generalnej, gdy zdobył co najmniej jeden punkt na przestrzeni sezonu, poza trzema powyższymi opcjami) |
| Niebieski                                                             | Ukończył, nie punktował (w klasyfikacji generalnej, gdy nie zdobył co najmniej jednego punktu na przestrzeni sezonu)                      |
| Czerwony                                                              | Nie zakwalifikował się (NZ) |
| Czerwony                                                              | Nie prekwalifikował się (NPK) |
| Różowy                                                                | Nie ukończył (NU) |
| Różowy                                                                | Niesklasyfikowany (NS) (w klasyfikacji generalnej, gdy nie został sklasyfikowany w żadnym wyścigu sezonu)                                 |
| Czarny                                                                | Zdyskwalifikowany (DK) |
| Czarny                                                                | Wykluczony (WYK/EX) |
| Biały                                                                 | Nie wystartował (NW) |
| Biały                                                                 | Kontuzjowany (K/INJ) |
| Biały                                                                 | Wyścig odwołany (OD/C) |
| Bez koloru                                                            | Został wycofany (WYC/WD) |
| Bez koloru                                                            | Nie przybył (NP/DNA) |
| Bez koloru                                                            | Nie brał udziału w treningach (NT/DNP) |
| Bez koloru                                                            | Nie został zgłoszony (–) |
| Pogrubienie                                                           | Start z pole position |
| Kursywa                                                               | Najszybsze okrążenie wyścigu |
| †                                                                     | Nie ukończył, ale jego rezultat został zaliczony ze względu na przejechanie więcej niż 90% dystansu wyścigu.                              |
| *                                                                     | Sezon w trakcie |
| 1/2/3                                                                 | Punktowana pozycja w sprincie kwalifikacyjnym                                                                                             |
| Lista systemów punktacji Formuły 1                                    | |

| Poz. | Kierowca      | Zespół                    | BOT | BOT | ALA | ALA | AUD | AUD | KEM | KEM | AHV | AHV | Punkty |
| ---- | ------------- | ------------------------- | --- | --- | --- | --- | --- | --- | --- | --- | --- | --- | ------ |
| 1    | Arto Taimi    | TCB Racing                | 2   | 4   | 1   | 8   | 1   | 1   | 2   | 2   | NU  | 3   | 148    |
| 2    | Kimmo Joutvuo | Rolling Rocks             | NU  | 3   | 7   | 1   | 2   | 2   | 3   | 3   | 4   | 2   | 137    |
| 3    | Jari Koivisto | Jari Koivisto F3 Racing   | 7   | 2   | 3   | 3   | 3   | 4   | 1   | 1   | 2   | DK  | 135    |
| 4    | Anssi Kela    | Koiranen Bros. Motorsport | 1   | 1   | 4   | 2   | NU  | 5   | NU  | 5   | 1   | 4   | 129    |
| 5    | Juha Fred     | Koiranen Bros. Motorsport | NU  | 6   | 2   | 6   | 4   | 6   | 4   | 7   | 3   | 1   | 115    |
| 6    | Teppo Suvanto | Suvanto Racing            | 3   | 5   | 6   | 5   | 5   | 3   | 5   | 4   | 5   | 5   | 109    |
| 7    | Pekka Rinne   | Rinne Racing              | 5   | 8   | 8   | 7   | -   | -   | 6   | 6   | 6   | 6   | 64     |
| 8    | Marko Mäkilä  |                           | 4   | 7   | 5   | 4   | -   | -   | -   | -   | -   | -   | 44     |
| 9    | Risto Tonteri | STH Motorservice Finland  | 6   | 8   | -   | -   | 6   | 7   | -   | -   | -   | -   | 28     |